# Drosophila caponei
Drosophila caponei este o specie de muște din genul Drosophila, familia Drosophilidae, descrisă de Pavan și Cunha în anul 1947. Conform Catalogue of Life specia Drosophila caponei nu are subspecii cunoscute.